# Тургусунский сельский округ
Тургусунский сельский округ — административно-территориальное образование в Зыряновском районе Восточно-Казахстанской области.

## История
Тургусунский сельский округ образован в марте 1918 года. Аким Тургусунского сельского округа — Галкин Пётр Михайлович.

## Населённые пункты
В состав Тургусунского сельского округа входит единственное село Тургусун.

## Экономика
В округе работают ТОО «Мирит» и «Тургео», занимающиеся пчеловодством, растениеводством и животноводством.
На частном подворье население выращивает КРС, овец, свиней, птицу. Развито пчеловодство.
На территории района находится 1 средняя школа, семейная амбулатория, пекарня, отделение связи.